# Teherűrhajó

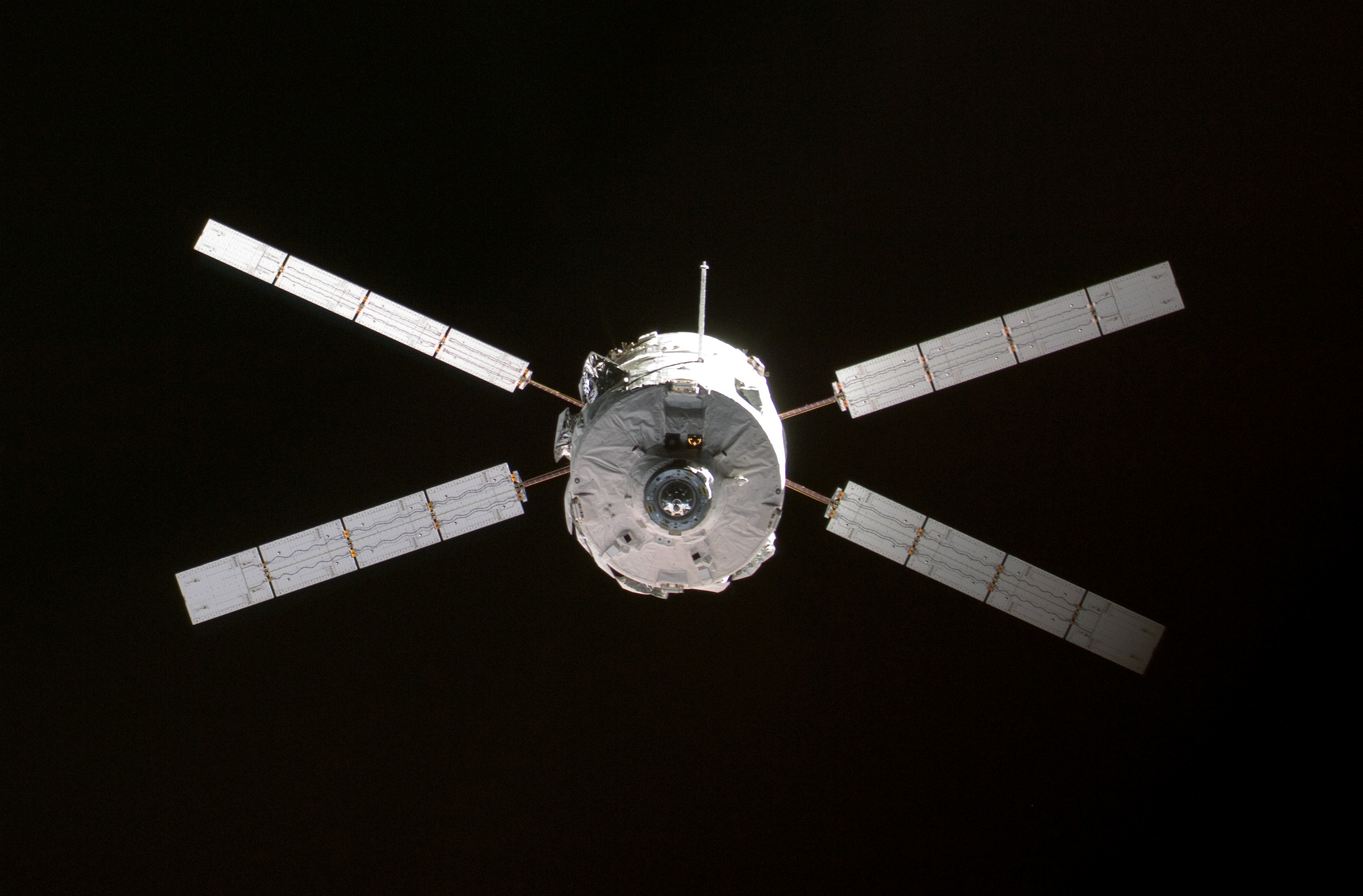
Az ESA Jules Verne ATV teherűrhajója

A teherűrhajó egy olyan speciális, személyzet nélküli szállítóeszköz, mely automatikusan repülve utánpótlást juttat céljához, ami jellemzően egy orbitális pályán haladó űreszköz.
Nélküle nagyobb űrállomás (Nemzetközi Űrállomás, néhai Mir), nem működhetne hosszabb ideig. Ezen űreszközök elsődleges célja, az űrállomás üzemeltetéséhez fontos utánpótlások feljuttatása. Az űrállomások pályán maradásához szükséges nagyobb pályakorrekciót is legtöbbször a teherűrhajó hajtóművének segítségével végzik el.
Teherűrhajót először 1978-ban használtak, és azóta szállítottak utánpótlást a Szaljut–6-ra, a Szaljut–7-re, a Mirre, Tienkung–2-re, jelenleg pedig a Nemzetközi Űrállomásra.

## Rakomány
Egy teherűrhajó rakományt háromféle módon szállíthat:

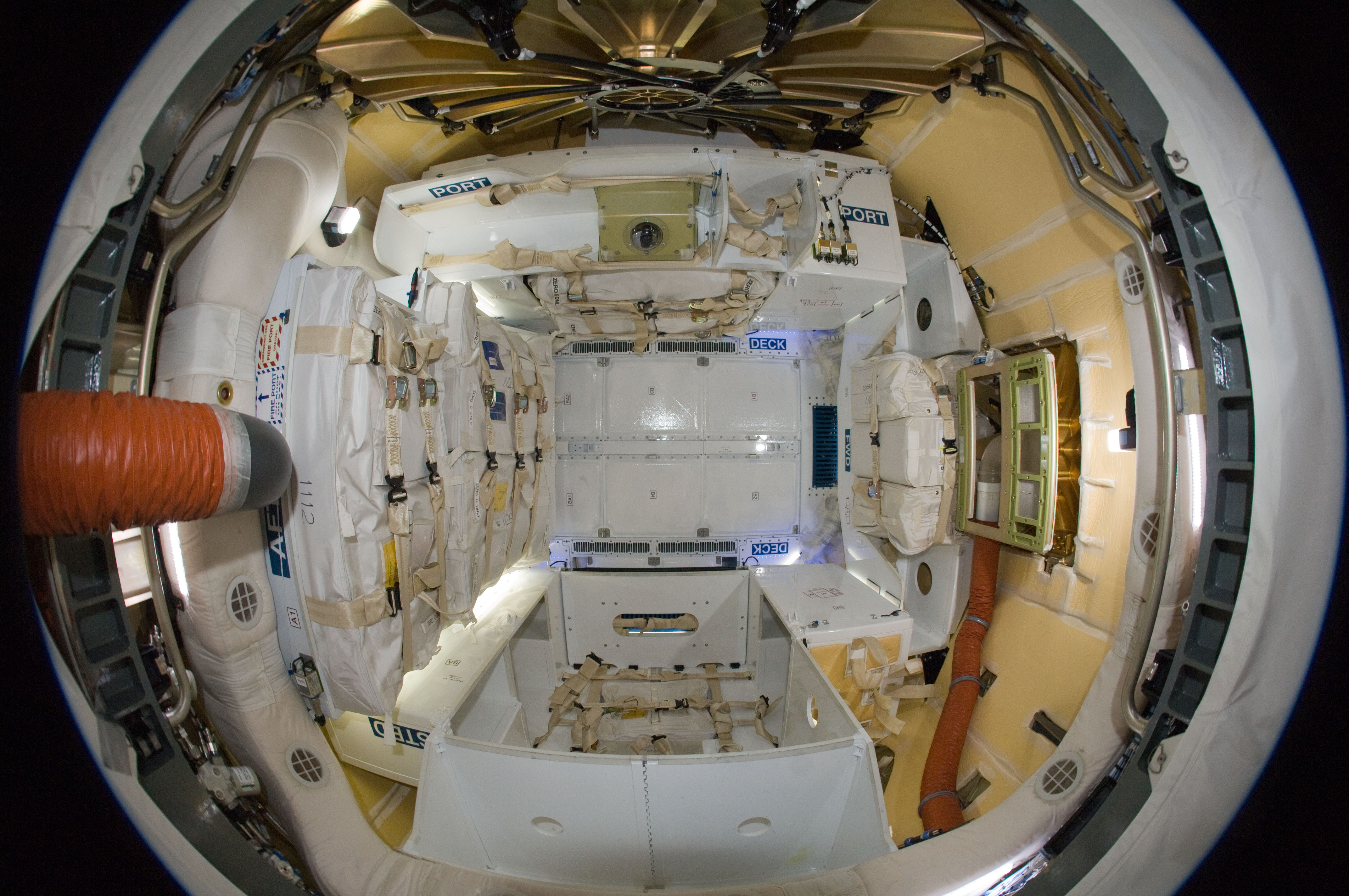
A Dragon teherűrhajó nyomás alatti raktere a Nemzetközi Űrállomásról nézve

Nyomás alatt lévő raktérben
A személyzet a légzsilipen keresztül érheti el a szállítmányt.
Nyomás nélküli raktérben
A személyzet a Nemzetközi Űrállomás esetében a robotkar segítségével érheti el a szállítmányt.
A hajtóanyag tartályában
Üzemanyag az űrállomás pályakorrekciójához.
A rakományt fajtája szerint is megkülönböztetik:
- Száraz rakomány: alkatrészek az űrállomás fejlesztéséhez-karbantartásához, a kísérletekhez szükséges berendezések, élelmiszer, a legénység személyes csomagjai.
- Folyékony rakomány: üzemanyag az űrállomás pályán tartásához, ivóvíz.

Egyes teherűrhajók képesek a visszatérő moduljaikban rakományt az űrállomásról a földre visszajuttatni. Más esetben a rakteret az űrállomáson keletkezett hulladékkal töltik meg, mely a visszatérő űrhajóval együtt a légkörben elég.

## Teherűrhajók
A jelenleg is használatban lévő teherűrhajó típusok:
| Név                   | Első felszállás      | Legnagyobb felszálló tömeg | Legnagyobb hasznos teher |
| --------------------- | -------------------- | -------------------------- | ------------------------ |
| Progressz             | 1978. január 20.     | 7 249 kg                   | 2 350 kg                 |
| H–II Transfer Vehicle | 2009. szeptember 10. | 16 500 kg                  | 6 000 kg (becsült)       |
| Dragon                | 2010. december 8.    | 10 200 kg                  | 6 000 kg                 |
| Cygnus                | 2011. június         | 3 800–4 500 kg             | 2 000–2 700 kg           |
| Tiencsou              | 2017. április 20.    | 13 000 kg (becsült)        | 6 500 kg                 |

Használatból kivont típusok:
| Név                        | Első felszállás   | Utolsó felszállás    | Legnagyobb felszállási tömeg | Legnagyobb hasznos teher | Repülések száma |
| -------------------------- | ----------------- | -------------------- | ---------------------------- | ------------------------ | --------------- |
| TKSZ                       | 1976. március 15. | 1985. szeptember 27. | 7 249 kg                     | 2 350 kg                 | 4               |
| Automated Transfer Vehicle | 2008. március 09. | 2014. július 29.     | 20 700 kg                    | 7 667 kg                 | 5               |

Tervezett típusok:
| Név                      | Tervezett felszállás | Legnagyobb felszállási tömeg | Legnagyobb hasznos teher |
| ------------------------ | -------------------- | ---------------------------- | ------------------------ |
| Advanced Reentry Vehicle | 2015 legkorábban     | 20 000 kg körül              |                          |
| Dream Chaser             | 2021 ősz             |                              | 5500 kg                  |
| Szojuz GVK               | 2022                 |                              | 2000 kg                  |
| HTV–X                    | 2022                 |                              |                          |